# كارلوس آباد
كارلوس آباد (بالإسبانية: Carlos Abad)‏ مواليد 28 يونيو 1995 في بويرتو دي لا كروث، إسبانيا، هو لاعب كرة قدم إسباني يلعب مع ريال مدريد كاستيا كحارس مرمى.

## روابط خارجية
- كارلوس آباد على موقع قاعدة بيانات كرة القدم.إي يو (الإنجليزية)
- كارلوس آباد على موقع Soccerway.com (الإنجليزية)
- كارلوس آباد على موقع AS.com (الإسبانية)